# 菲利普斯敦 (北開普省)

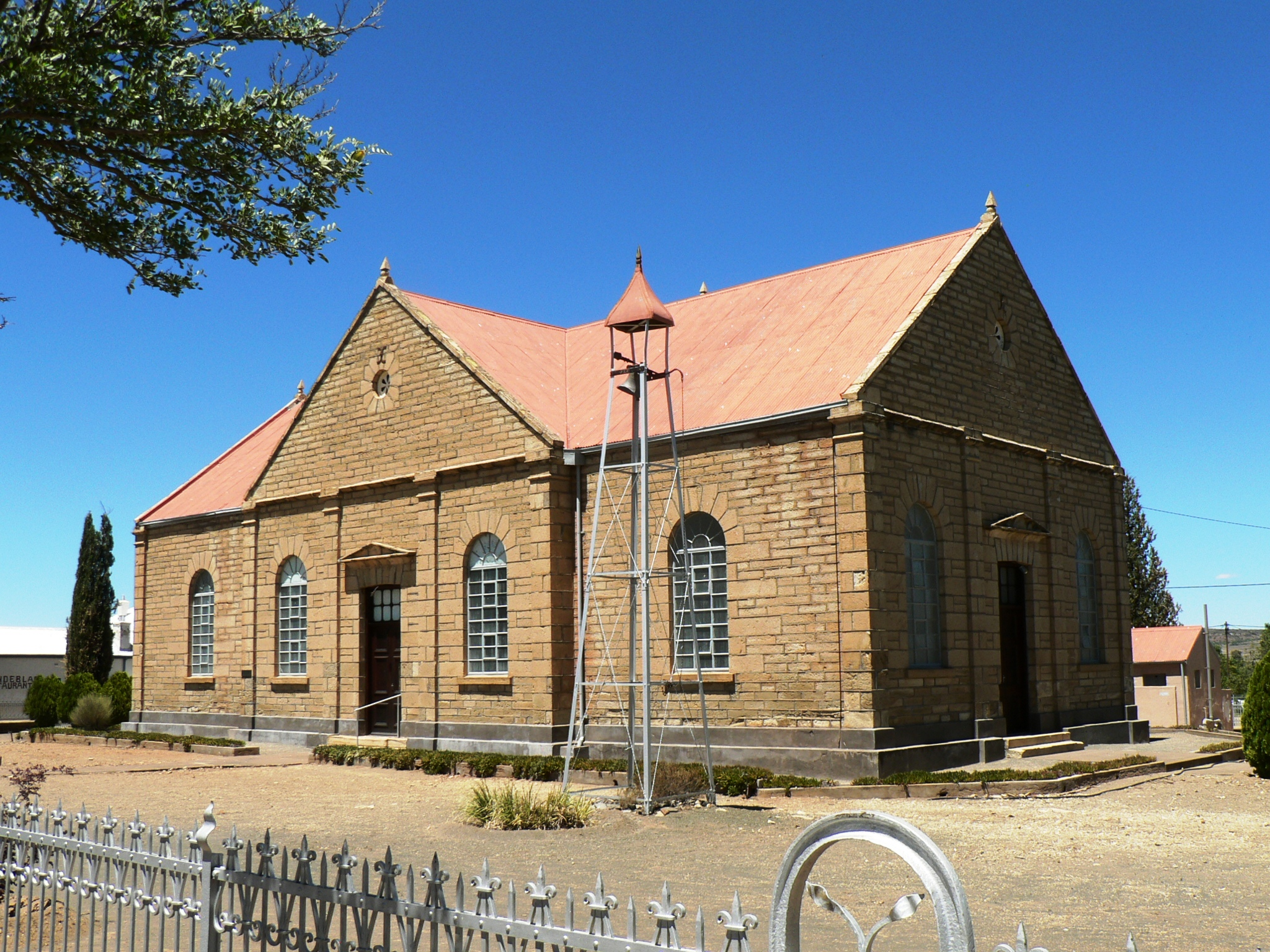
菲利普斯敦的教堂

菲利普斯敦（Philipstown）是南非的城鎮，位於該國中部，由北開普省負責管轄，距離德阿爾56公里，始建於1863年5月，面積1.83平方公里，2001年人口2,062，人口密度每平方公里1,100人。